# Neopsammodius veraecrucis
Neopsammodius veraecrucis är en skalbaggsart som beskrevs av Bates 1887. Neopsammodius veraecrucis ingår i släktet Neopsammodius och familjen Aphodiidae. Inga underarter finns listade i Catalogue of Life.